# Fracción continua generalizada
En análisis complejo, una rama de las matemáticas, una fracción continua generalizada o fracción fractal es una generalización de una fracción continua en la cual los numeradores parciales y los denominadores parciales pueden tomar cualesquiera valores reales o complejos.
Una fracción continua generalizada es una expresión de la forma:
{\displaystyle x=b_{0}+{\cfrac {a_{1}}{b_{1}+{\cfrac {a_{2}}{b_{2}+{\cfrac {a_{3}}{b_{3}+{\cfrac {a_{4}}{b_{4}+\ddots \,}}}}}}}}}
donde los an (n > 0) son los numeradores parciales, los bn son los denominadores parciales y el término principal b0 es el llamado parte entera de la fracción continua.
Las convergentes  sucesivas de la fracción continua se forma aplicando las fórmulas fundamentales de recurrencia:
{\displaystyle x_{0}={\frac {A_{0}}{B_{0}}}=b_{0},\qquad x_{1}={\frac {A_{1}}{B_{1}}}={\frac {b_{1}b_{0}+a_{1}}{b_{1}}},\qquad x_{2}={\frac {A_{2}}{B_{2}}}={\frac {b_{2}(b_{1}b_{0}+a_{1})+a_{2}b_{0}}{b_{2}b_{1}+a_{2}}},\qquad \cdots \,}
donde An es el numerador y Bn es el denominador (también llamado continuante ) del n-ésimo convergente.
Si la sucesión de convergentes {xn} tiene límite, la fracción continua es convergente y tiene un valor definido. Si la sucesión de convergentes no tiene límite, la fracción continua es divergente. La divergencia puede darse por oscilación (por ejemplo, los convergentes pares e impares pueden tender a distinto límite) o por tendencia a infinito o denominadores Bn iguales a cero.

## Historia de las fracciones continuas
La historia de las fracciones continuas comienza con el Algoritmo de Euclides, un procedimiento para encontrar el máximo común divisor de dos números naturales m y n. Ese algoritmo introdujo la idea de dividir para extraer un nuevo resto y entonces dividir por el nuevo resto de nuevo y así, sucesivamente.
Cerca de dos mil años después, Rafael Bombelli encontró una técnica para la aproximación de las raíces de ecuaciones cuadráticas con fracciones continuas. A partir de ahí, el ritmo de desarrollo se aceleró. Justo 24 años después Pietro Cataldi presentó la primera notación formal para la fracción continua generalizada. Cataldi representaba una fracción continua como 
{\displaystyle a_{0}.\!\!\And \!\!{n_{1} \over {d_{1}.}}\!\!\And \!\!{n_{2} \over {d_{2}.}}\!\!\And \!\!{n_{3} \over d_{3}},}
donde los puntos indicaban dónde iría la siguiente fracción y cada & representa al actual signo «más».
Más tarde, en el siglo XVII John Wallis introdujo el término "fracción continua" en la literatura matemática. Nuevas técnicas de análisis mátematico habían sido presentadas por Newton y Leibniz y una generación de contemporáneos de Wallis se pusieron a usar el término inmediatamente.
En 1748 Euler publicó un teorema muy importante mostrando que un tipo particular de fracción continua es equivalente a cierta serie infinita muy general. El teorema de fracciones continuas de Euler tiene todavía una importancia crucial en los intentos actuales de reducción en el problema de convergencia.
Las fracciones continuas pueden aplicarse también a problemas de la teoría de números y son especialmente útiles en el estudio de ecuaciones diofánticas. A finales del siglo XVIII Lagrange usó fracciones continuas para construir la solución general de la ecuación de Pell, dando así respuesta a una cuestión que había fascinado a los matemáticos durante más de mil años. Sorprendentemente, el descubrimiento de Lagrange implicaba que la expansión de raíz cuadrada de la fracción continua canónica de cualquier entero no cuadrado perfecto es periódica y así, si el periodo es de longitud p > 1, contiene una sucesión palindrómica de longitud p - 1.
En 1813 Gauss usó un ingenioso truco con la función hipergeométrica compleja para derivar una expresión en forma de fracción continua que ha sido denominada en su honor. Esa fórmula puede usarse para expresar muchas funciones elementales (e incluso más funciones avanzadas, como las funciones de Bessel como fracciones continuas rápidamente convergentes válidas casi siempre en el plano complejo.

## Notación
La gran expresión de fracción continua mostrada en la introducción es, probablemente, la forma más intuitiva de fracción continua para el lector. Desafortunadamente, ocupa un montón de espacio en un libro (y tampoco es fácil su escritura). Así que los matemáticos han encontrado algunas notaciones alternativas. Una forma apropiada de expresar una fracción continua generalizada tiene el siguiente aspecto:
{\displaystyle x=b_{0}+{\frac {a_{1}}{b_{1}+}}\,{\frac {a_{2}}{b_{2}+}}\,{\frac {a_{3}}{b_{3}+}}\cdots }
Pringsheim escribió una fracción continua generalizada del siguiente modo:
{\displaystyle x=b_{0}+{\frac {a_{1}\mid }{\mid b_{1}}}+{\frac {a_{2}\mid }{\mid b_{2}}}+{\frac {a_{3}\mid }{\mid b_{3}}}+\cdots \,}.
Karl Friedrich Gauss evocaba el más familiar producto infinito Π cuando ideó esta notación:
{\displaystyle x=b_{0}+{\underset {i=1}{\overset {\infty }{\operatorname {K} }}}{\frac {a_{i}}{b_{i}}}.\,}
Aquí K significa Kettenbrüche, la palabra alemana para "fracción continua". Esta es probablemente la forma más compacta y conveniente para expresar fracciones continuas.

## Algunas consideraciones elementales
Aquí se muestran algunos resultados elementales que son de importancia fundamental en el posterior desarrollo de la teoría analítica de fracciones continuas.

### Numeradores y denominadores parciales
Si uno de los numeradores parciales an+1 es cero, la fracción continua infinita
{\displaystyle b_{0}+{\underset {i=1}{\overset {\infty }{\operatorname {K} }}}{\frac {a_{i}}{b_{i}}}\,}
es, precisamente, una fracción continua finita con n términos fraccionarios y, por consiguiente, una función racional del primer n ais y el primer (n + 1) bis. Tal objeto es de poco interés desde el punto de vista adoptado en el análisis matemático, así que habitualmente se asume que ninguno de los ai = 0. No hay necesidad de aplicar esta restricción a los denominadores parciales bi.

### La fórmula determinante
Cuando el n-ésimo convergente de una fracción continua
{\displaystyle x_{n}=b_{0}+{\underset {i=1}{\overset {n}{\operatorname {K} }}}{\frac {a_{i}}{b_{i}}}\,}
se expresa como una fracción simple xn = An/Bn podemos usar la fórmula determinante
{\displaystyle A_{n-1}B_{n}-A_{n}B_{n-1}=(-1)^{n}a_{1}a_{2}\cdots a_{n}=\Pi _{i=1}^{n}(-a_{i})\,}
para relacionar los numeradores y denominadores de los convergentes sucesivos xn and xn-1 entre sí. Específicamente, si ni Bn ni Bn-1 son cero, podemos expresar la diferencia entre el n-primero y el n-ésimo (n > 0) convergente como sigue:
{\displaystyle x_{n-1}-x_{n}={\frac {A_{n-1}}{B_{n-1}}}-{\frac {A_{n}}{B_{n}}}=(-1)^{n}{\frac {a_{1}a_{2}\cdots a_{n}}{B_{n}B_{n-1}}}={\frac {\Pi _{i=1}^{n}(-a_{i})}{B_{n}B_{n-1}}}.\,}

### La transformación de equivalencia
Si {ci} = {c1, c2, c3, ...} es cualquier sucesión infinita de números complejos no nulos, puede probarse por inducción que
{\displaystyle b_{0}+{\cfrac {a_{1}}{b_{1}+{\cfrac {a_{2}}{b_{2}+{\cfrac {a_{3}}{b_{3}+{\cfrac {a_{4}}{\ddots \,}}}}}}}}=b_{0}+{\cfrac {c_{1}a_{1}}{c_{1}b_{1}+{\cfrac {c_{1}c_{2}a_{2}}{c_{2}b_{2}+{\cfrac {c_{2}c_{3}a_{3}}{c_{3}b_{3}+{\cfrac {c_{3}c_{4}a_{4}}{\ddots \,}}}}}}}}}
donde la igualdad se entiende como una equivalencia, es decir, que los convergentes sucesivos de la fracción continua de la izquierda son, exactamente, los mismos que los convergentes de la fracción de la derecha.
La transformación de equivalencia es perfectamente general, pero dos casos particulares merecen una mención especial. En primer lugar, si uno de los ai es cero, se puede elegir una sucesión {ci} para hacer 1 cada numerador parcial:
{\displaystyle b_{0}+{\underset {i=1}{\overset {\infty }{\operatorname {K} }}}{\frac {a_{i}}{b_{i}}}=b_{0}+{\underset {i=1}{\overset {\infty }{\operatorname {K} }}}{\frac {1}{c_{i}b_{i}}}\,}

donde c1 = 1/a1, c2 = a1/a2, c3 = a2/(a1a3) y, en general, cn+1 = 1/(an+1cn).
En segundo lugar, si uno de los denominadores parciales bi es cero, podemos usar un procedimiento similar para elegir otra sucesión {di} que haga 1 cada denominador parcial:
{\displaystyle b_{0}+{\underset {i=1}{\overset {\infty }{\operatorname {K} }}}{\frac {a_{i}}{b_{i}}}=b_{0}+{\underset {i=1}{\overset {\infty }{\operatorname {K} }}}{\frac {d_{i}a_{i}}{1}}\,}
donde d1 = 1/b1 y por otra parte dn+1 = 1/(bnbn+1).
Estos dos casos especiales de transformaciones de equivalencia son enormemente útiles cuando se analiza el problema de convergencia general.

### Conceptos de convergencia simple
Como ya se ha dicho, la fracción continua
{\displaystyle x=b_{0}+{\underset {i=1}{\overset {\infty }{\operatorname {K} }}}{\frac {a_{i}}{b_{i}}}\,}
converge si la sucesión de convergencia {xn} tiende a un límite finito.
La noción de convergencia absoluta juega un papel central en la teoría de series infinitas. No existe una noción correspondiente en la teoría analítica de fracciones continuas, en otras palabras, los matemáticos no hablan de una fracción continua absolutamente convergente. A veces la noción de convergencia absoluta entra, no obstante, en la discusión, especialmente en el estudio del problema de la convergencia. Por ejemplo, una fracción continua en concreto
{\displaystyle x={\underset {i=1}{\overset {\infty }{\operatorname {K} }}}{\frac {1}{b_{i}}}\,}
diverge por oscilación si la serie b1 + b2 + b3 + ... es absolutamente convergente.
A veces los numeradores y denominadores parciales de una fracción continua se expresan como funciones de variable compleja z. Por ejemplo, una función relativamente simple podría estar definida como 
{\displaystyle f(z)={\underset {i=1}{\overset {\infty }{\operatorname {K} }}}{\frac {1}{z}}.\,}
Para una fracción continua como esta, la noción de convergencia uniforme surge de forma bastante natural. Una fracción continua de una o más variables complejas es uniformemente convergente en un entorno abierto Ω si los convergentes de la fracción convergen uniformemente en cada punto de Ω. O, dicho de otro modo, si para cada ε > 0 puede encontrarse un entero M tal que el valor absoluto de la diferencia
{\displaystyle f(z)-f_{n}(z)={\underset {i=1}{\overset {\infty }{\operatorname {K} }}}{\frac {a_{i}(z)}{b_{i}(z)}}-{\underset {i=1}{\overset {n}{K}}}{\frac {a_{i}(z)}{b_{i}(z)}}\,}
es menor que ε para cada punto z en un entorno abierto Ω cuando n > M, la fracción continua definida por f(z) es uniformemente convergente en Ω. (Aquí fn(z) denota el n-ésimo convergente de la fracción continua, evaluado en el punto z del interior de Ω, y f(z) es el valor de la fracción continua infinita en el punto z.)

### Convergentes pares e impares
Es en ocasiones necesario separar una fracción continua en sus partes pares e impares. Por ejemplo, si la fracción continua diverge por oscilación entre dos puntos límite distintos p y q, entonces la sucesión {x0, x2, x4, ...} debe converger a uno de estos y {x1, x3, x5, ...} debe converger al otro. En tal situación puede ser conveniente expresar la fracción continua original como dos fracciones continuas diferentes, una de ellas convergiendo a p y la otra a q.
Las fórmulas para las partes pares e impares de una fracción continua pueden escribirse de forma más compacta si la fracción ya se ha transformado, de este modo todos sus denominadores parciales son uno. Específicamente, si
{\displaystyle x={\underset {i=1}{\overset {\infty }{\operatorname {K} }}}{\frac {a_{i}}{1}}\,}
es una fracción continua, entonces la parte par xeven y la parte impar xodd vienen dadas por 
{\displaystyle x_{\mathrm {even} }={\cfrac {a_{1}}{1+a_{2}-{\cfrac {a_{2}a_{3}}{1+a_{3}+a_{4}-{\cfrac {a_{4}a_{5}}{1+a_{5}+a_{6}-{\cfrac {a_{6}a_{7}}{\ddots }}}}}}}}\,}
y
{\displaystyle x_{\mathrm {odd} }=a_{1}-{\cfrac {a_{1}a_{2}}{1+a_{2}+a_{3}-{\cfrac {a_{3}a_{4}}{1+a_{4}+a_{5}-{\cfrac {a_{5}a_{6}}{1+a_{6}+a_{7}-{\cfrac {a_{7}a_{8}}{\ddots }}}}}}}}\,}
respectivamente. Con más precisión, si los sucesivos convergentes de la fracción continua x son {x1, x2, x3, ...}, entonces los sucesivos convergentes de xeven como se escribían más arriba son {x2, x4, x6, ...} y los convergentes sucesivos de xodd son {x1, x3, x5, ...}.

### Condiciones para la irracionalidad
Si {\displaystyle a_{1},a_{2},{\text{ . . .}}} y {\displaystyle b_{1},b_{2},{\text{ . . .}}} son enteros positivos con {\displaystyle a_{k}} ≤ {\displaystyle b_{k}} para todo {\displaystyle k} suficientemente grande, entonces
{\displaystyle x=b_{0}+{\underset {i=1}{\overset {\infty }{\operatorname {K} }}}{\frac {a_{i}}{b_{i}}}\,}
converge a un límite irracional.

## Transformaciones fraccionarias lineales
Una transformación fraccionaria lineal (TFL) es una función compleja de la forma
{\displaystyle w=f(z)={\frac {a+bz}{c+dz}},\,}
donde z es una variable compleja y a, b, c, d son constantes complejas arbitrarias. Suele imponerse una restricción adicional – que ad ≠ bc –, para dejar fuera los casos en los cuales w = f(z) es una constante. La transformación fraccionaria lineal, también conocida como transformación de Möbius, tiene muchas propiedades fascinantes. Cuatro de ellas son de importancia primordial en el desarrollo de la teoría analítica de fracciones continuas.
- Si d ≠ 0, la TFL tiene uno o dos puntos fijos. Esto puede verse si se considera la ecuación

{\displaystyle f(z)=z\Rightarrow dz^{2}+cz=a+bz\,}
que es claramente una ecuación cuadrática en z. Las raíces de esta ecuación son puntos fijos de f(z). Si el discriminante (c − b)2 + 4ad es cero, la TFL da lugar a un punto fijo; en otro caso, tiene dos puntos fijos.
- Si ad ≠ bc, la TFL es una biyección del plano complejo extendido en sí mismo . En otras palabras esta TFL tiene función inversa

{\displaystyle z=g(w)={\frac {-a+cw}{b-dw}}\,}
tal que f(g(z)) = g(f(z)) = z para todo punto z en el plano complejo extendido y ambos, f y g preservan ángulos y formas a escalas muy pequeñas. Desde la formulación z = g(w) se comprueba que g es también una TFL.
- La composición de dos TFL diferentes para las cuales ad ≠ bc es también una TFL para la cual ad ≠ bc. En otras palabras, el conjunto de todas las TFL para las cuales ad ≠ bc es cerrado para la composición de funciones. El conjunto de tales TFL – juntas con la operación como grupo de composición - se conoce como un grupo automórfico del plano complejo extendido.

- Si b = 0 la TFL se reduce a

{\displaystyle w=f(z)={\frac {a}{c+dz}},\,}
lo cual es una función mermórfica muy simple de z con un polo simple (at −c/d) y un resto igual a a/d. (Véase también Serie de Laurent).

### La fracción continua como una composición de TFL
Considérese una sucesión de transformaciones fraccionarias lineales simples
{\displaystyle \tau _{0}(z)=b_{0}+z,\quad \tau _{1}(z)={\frac {a_{1}}{b_{1}+z}},\quad \tau _{2}(z)={\frac {a_{2}}{b_{2}+z}},\quad \tau _{3}(z)={\frac {a_{3}}{b_{3}+z}},\quad \cdots \,}
Aquí se usa la letra griega τ (tau) para representar cada TFL simple y se adopta la notación habitual para la composicción de funciones. También se introduce un nuevo símbolo Τn para representar la composición de n+1 - τ, es decir,
{\displaystyle {\boldsymbol {\mathrm {T} }}_{\boldsymbol {1}}(z)=\tau _{0}\circ \tau _{1}(z)=\tau _{0}(\tau _{1}(z)),\quad {\boldsymbol {\mathrm {T} }}_{\boldsymbol {2}}(z)=\tau _{0}\circ \tau _{1}\circ \tau _{2}(z)=\tau _{0}(\tau _{1}(\tau _{2}(z))),\,}
y así, sucesivamente. Por substitución directa desde el primer conjunto de expreseiones en el segundo, se ve que
{\displaystyle {\begin{aligned}{\boldsymbol {\mathrm {T} }}_{\boldsymbol {1}}(z)&=\tau _{0}\circ \tau _{1}(z)&=&\quad b_{0}+{\cfrac {a_{1}}{b_{1}+z}}\\{\boldsymbol {\mathrm {T} }}_{\boldsymbol {2}}(z)&=\tau _{0}\circ \tau _{1}\circ \tau _{2}(z)&=&\quad b_{0}+{\cfrac {a_{1}}{b_{1}+{\cfrac {a_{2}}{b_{2}+z}}}}\,\end{aligned}}}
y, en general,
{\displaystyle {\boldsymbol {\mathrm {T} }}_{\boldsymbol {n}}(z)=\tau _{0}\circ \tau _{1}\circ \tau _{2}\circ \cdots \circ \tau _{n}(z)=b_{0}+{\underset {i=1}{\overset {n}{K}}}{\frac {a_{i}}{b_{i}}}\,}
donde el último denominador parcial en la fracción continua finita K se entiende que es bn + z. Y, desde bn + 0 = bn, la imagen del punto z = 0 bajo la iteración de la TFL Τn es de hecho el valor de la fracción continua finita con n numeradores parciales:
{\displaystyle {\boldsymbol {\mathrm {T} }}_{\boldsymbol {n}}(0)={\boldsymbol {\mathrm {T} }}_{\boldsymbol {n+1}}(\infty )=b_{0}+{\underset {i=1}{\overset {n}{\operatorname {K} }}}{\frac {a_{i}}{b_{i}}}.\,}

### Una interpretación geométrica
La intuición no puede nunca reemplazar una prueba matemática. No obstante, es una útil herramienta que, a menudo, sugiere nuevas líneas de ataque que finalmente resuelven problemas inicialmente intratables. Si se define una fracción continua finita como la imagen de un punto bajo la iteración de una TFL Τn(z) se llega intuitivamente a una interpretación geométrica de las fracciones continuas infinitas. A continuación se puede ver cómo funciona.
La relación
{\displaystyle x_{n}=b_{0}+{\underset {i=1}{\overset {n}{\operatorname {K} }}}{\frac {a_{i}}{b_{i}}}={\frac {A_{n}}{B_{n}}}={\boldsymbol {\mathrm {T} }}_{\boldsymbol {n}}(0)={\boldsymbol {\mathrm {T} }}_{\boldsymbol {n+1}}(\infty )\,}
es probablemente mejor comprendida mediante la reescritura de las TFL Τn(z) y Τn+1(z) en términos de fórmulas fundamentales de recurrencia:
{\displaystyle {\begin{aligned}{\boldsymbol {\mathrm {T} }}_{\boldsymbol {n}}(z)&={\frac {(b_{n}+z)A_{n-1}+a_{n}A_{n-2}}{(b_{n}+z)B_{n-1}+a_{n}B_{n-2}}}&{\boldsymbol {\mathrm {T} }}_{\boldsymbol {n}}(z)&={\frac {zA_{n-1}+A_{n}}{zB_{n-1}+B_{n}}};\\{\boldsymbol {\mathrm {T} }}_{\boldsymbol {n+1}}(z)&={\frac {(b_{n+1}+z)A_{n}+a_{n+1}A_{n-1}}{(b_{n+1}+z)B_{n}+a_{n+1}B_{n-1}}}&{\boldsymbol {\mathrm {T} }}_{\boldsymbol {n+1}}(z)&={\frac {zA_{n}+A_{n+1}}{zB_{n}+B_{n+1}}}.\,\end{aligned}}}
En la primera de estas ecuaciones la razón tiende a An/Bn así como z tiende a cero. En la segunda, la razón tiende a An/Bn como z tiende a infinito. Esto lleva a la primera interpretación geométrica. Si la fracción continua converge, los convergentes sucesivos An/Bn están eventualmente tan juntos como se desee. En virtud de que la transformación fraccionaria lineal Τn(z) es una transformación continua , debe haber un entorno de z = 0 que se transforma  en un entorno arbitrariamente pequeño de Τn(0) = An/Bn. De un modo similar, debe haber un entorno del punto en infinito que se transforma en un entorno arbitrariamente pequeño de Τn(∞) = An-1/Bn-1. Así, si la fracción continua converge la transformación Τn(z) convierten z muy pequeñas y z muy grandes en un entorno arbitrariamente pequeño de x, el valor de la fracción continua, cuando n se hace más y más grande.
¿Y qué ocurre con los valores intermedios de z? Bien, en virtud de que los sucesivos convergentes se hacen más cercanos entre sí, se tiene
{\displaystyle {\frac {A_{n-1}}{B_{n-1}}}\approx {\frac {A_{n}}{B_{n}}}\quad \Rightarrow \quad {\frac {A_{n-1}}{A_{n}}}\approx {\frac {B_{n-1}}{B_{n}}}=k\,}
donde k es una constante, introducida por conveniencia. Pero entonces, sustituyendo en la expresión por Τn(z) se obtiene
{\displaystyle {\boldsymbol {\mathrm {T} }}_{\boldsymbol {n}}(z)={\frac {zA_{n-1}+A_{n}}{zB_{n-1}+B_{n}}}={\frac {A_{n}}{B_{n}}}\left({\frac {z{\frac {A_{n-1}}{A_{n}}}+1}{z{\frac {B_{n-1}}{B_{n}}}+1}}\right)\approx {\frac {A_{n}}{B_{n}}}\left({\frac {zk+1}{zk+1}}\right)={\frac {A_{n}}{B_{n}}}\,}
así que incluso los valores intermedios de z (excepto cuando z ≈ −k−1) se transforman en entornos arbitrariamente pequeños de x, el valor de la fracción continua, así como n se hace más y más grande. Intuitivamente es casi como si el convergente de la fracción continua transformara por completo el plano complejo extendido en un simple punto.
Nótese que la sucesión {Τn} cae dentro del grupo de automorfismo del plano complejo extendido, en el momento en que cada Τn es una transformación lineal fraccionaria para la cual ab ≠ cd. Y cada miembro del grupo de automorfismo se aplica desde el plano complejo extendido en sí mismo – no uno de los Τn puede posiblemente aplicar el plano en un solo punto. Todavía en el límite de la sucesión {Τn} define una fracción continua infinita la cual (si converge) representa un solo punto en el plano complejo.
¿Cómo es esto posible? Piénsese del siguiente modo: cuando una fracción continua infinita converge, la sucesión correspondiente {Τn} de TFL se "enfoca" en el plano en la dirección de x, el valor de la fracción continua. En cada etapa del proceso una región más y más grande del plano se aplica en un entorno de x, y una región más y más pequeña del plano se va achicando hasta cubrir el borde de ese entorno.
¿Y qué hay de las fracciones continuas divergentes? ¿Pueden también ser interpretadas geométricamente? En una palabra, sí. Se distinguen tres casos:
1. Las dos sucesiones {Τ2n-1} y {Τ2n} podrían definirse como dos fracciones continuas convergentes que tienen dos valores diferentes, xodd y xeven. En este caso, la fracción continua definida por la sucesión {Τn} diverge por oscilación entre dos distintos puntos límite. Y de hecho esta idea puede generalizarse (pueden construirse sucesiones {Τn} que oscilan entre tres o cuatro o incluso cualquier número de puntos límite. Se llega a interesantes instancias de este caso cuando la sucesión {Τn} constituye un subgrupo de orden finico en el grupo de automorfismos sobre el plano complejo extendido.
2. La sucesión {Τn} puede producir un número infinito de denominadores cero Bi mientras que también produce una subsucesión de convergentes finitos. Estos convergentes finitos podrían no repetirse o caer en un patrón de oscilación reconocible. O podrían converger a un límite finito o incluso oscilar entre múltiples límites finitos. Sin importar como se comporten los convergentes finitos, la fracción definida por la sucesión {Τn} diverge por oscilación con el punto en infinito en este caso.[17]
3. La sucesión {Τn} podría producir no más de un número finito de denominadores cero Bi, mientras que la subsucesión de convergentes finitos baila ampliamente alrededor del plano en un patrón que nunca se repite y nunca alcanza un límite finito tampoco.

Se pueden construir interesantes ejemplos de los casos 1 y 3 mediante el estudio de la fracción simple continua
{\displaystyle x=1+{\cfrac {z}{1+{\cfrac {z}{1+{\cfrac {z}{1+{\cfrac {z}{\ddots }}}}}}}}\,}
donde z es cualquier número real tal que z < −¼.